# Маньково (Александрово-Заводський район)
Манько́во (рос. Маньково) — село у складі Александрово-Заводського району Забайкальського краю, Росія. Адміністративний центр та єдиний населений пункт Маньковського сільського поселення.

## Населення
Населення — 375 осіб (2010; 437 у 2002).
Національний склад (станом на 2002 рік):
- росіяни — 98 %